# Лафранко, Арчи
Арчи Лафранко (исп. Archie Lafranco; 15 июля 1965, Кадаведо, Астурия, Испания) — испанский актёр.

## Биография
Родился 15 июля 1965 года в Кадаведо. В 1989 году подписал многолетний контракт с телекомпанией Televisa и переехал в Мексику, где ему несказанно повезло, т.е получал роли в культовых телесериалах, за что получил мировое призвание от телезрителей, где с успехом прошли указанные телесериалы — «Моя дорогая Исабель», «Мачеха», «Самая прекрасная дурнушка», «Гроза в раю», «Осторожно с ангелом», «Завтра — это навсегда», «Роза Гваделупе», «Мы все к чему-то привязаны», «Дикое сердце», «Триумф любви», «Как говорится» и «Трижды Ана».

## Фильмография
1
Женщины в черном (сериал, 2016)
Mujeres de negro … Saúl
2
Трижды Ана (сериал, 2016)
Tres veces Ana … Samuel
3
Тень прошлого (сериал, 2014—2015)
La sombra del pasado … Alejandro
4
Кошка (сериал, 2014)
La Gata … Doctor
5
Моя любовь навсегда (сериал, 2013—2014)
Por siempre mi amor … Nicolás
6
Настоящая любовь (сериал, 2012 — …)
Amores verdaderos … Estefano Longoria
7
Два очага (сериал, 2011—2012)
Dos Hogares … Servando Uriostegui
8
Как говорится (сериал, 2011 — …)
Como dice el dicho … Flavio
9
Умер во вторник (сериал, 2010—2011)
Morir en Martes … Raúl Medrano
10
Триумф любви (сериал, 2010 — …)
Triunfo del amor … Pedro
11
Возвращаться (2010)
Regresa … Embajador
12
Дикое сердце (сериал, 2009 — …)
Corazón salvaje … Santiago Aldama
13
Братья-детективы (сериал, 2009)
Hermanos y detectives … Teniente Alcocer
14
Гадкий утенок (сериал, 2009 — …)
Atrévete a soñar … Padre
15
Мы все к чему-то привязаны (сериал, 2009—2012)
Adictos
16
Лето любви (сериал, 2009)
Verano de amor … William
17
Роза Гваделупе (сериал, 2008 — …)
La rosa de Guadalupe … Bernardo
18
Завтра — это навсегда (сериал, 2008 — …)
Mañana es para siempre … Rolando Alvear
19
Клянусь, что люблю тебя (сериал, 2008 — …)
Juro que te amo … Doctor
20
Осторожно с ангелом (сериал, 2008—2009)
Cuidado con el ángel … Gustavo
21
Гроза в раю (сериал, 2007)
Tormenta en el paraíso
22
Чистая любовь (сериал, 2007)
Destilando amor … Benvenuto
23
Самая прекрасная дурнушка (сериал, 2006 — …)
La fea más bella … Lic. Fuentes
24
Рассвет (сериал, 2005 — …)
Alborada
25
Соседи (сериал, 2005 — …)
Vecinos … Papá de Bruno
26
Мачеха (сериал, 2005—2007)
La madrastra … Luciano Cerezuela
27
Поздняя любовь (сериал, 2004 — …)
Piel de otoño … Doctor Silva
28
Мятежники (сериал, 2004—2006)
Rebelde … Zarzuela
29
Сердца на пределе (сериал, 2004)
Corazones al límite … Paul
30
Дом с привидениями (сериал, 2003 — …)
Alegrijes y rebujos … Guarura
31
Путь любви (сериал, 2002—2003)
Las Vías del Amor … Alan Miller
32
La segunda noche (2001)
… Javier
33
Мечты юности (сериал, 1999 — …)
DKDA: Sueños de juventud … Iván
34
Ад в Раю (сериал, 1999)
Infierno en el Paraíso … Paul Rivers
35
Моя дорогая Исабель (сериал, 1996 — …)
Mi querida Isabel … Dr. Carlos
36
Самая большая премия (сериал, 1995)
El premio mayor … Daniel (1995)
37
Женщина, случаи из реальной жизни (сериал, 1985 — …)
Mujer, casos de la vida real